# حادثة قناة كورفو

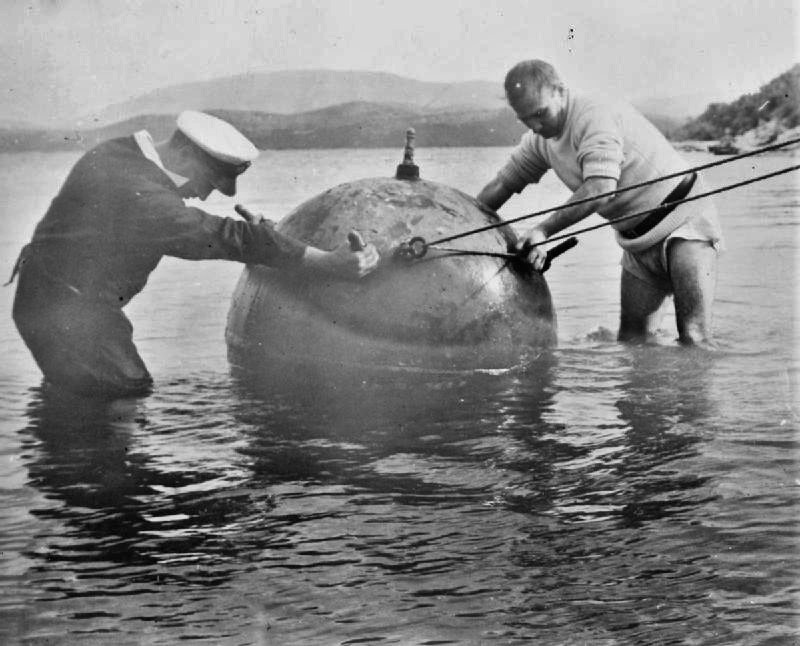
البحرية البريطانية كشفت اللغم في قناة كورفو

حادث قناة كورفو تشير إلى ثلاثة أحداث منفصلة اشتركت فيها سفن البحرية الملكية البريطانية في قناة كورفو عام 1946، وإحدى أولى حلقات الحرب الباردة. خلال الحادث الأول تعرضت سفن البحرية الملكية البريطانية لإطلاق نار من الحصون الألبانية. أما الحادث الثاني فكان ضرب سفن البحرية الملكية البريطانية للألغام البحرية والحادث الثالث وقع عندما قامت البحرية الملكية بعمليات إزالة للألغام من قناة كورفو ولكن في المياه الإقليمية الألبانية، وتوجهت ألبانيا حينها بشكوى لدى الأمم المتحدة. هذه السلسلة من الحوادث أدت إلى قضية قناة كورفو، حيث اقامت المملكة المتحدة دعوى ضد الجمهورية الشعبية لألبانيا لدى محكمة العدل الدولية. أصدرت المحكمة قرارا بموجبه تدفع ألبانيا 844,000 جنيه استرليني لبريطانيا العظمى، أي ما يعادل 20 مليون جنيه استرليني في عام 2006. وبسبب هذه الأحداث قطعت بريطانيا المحادثات الرامية إلى إنشاء علاقات دبلوماسية مع ألبانيا إلى أن أعيدت العلاقات الدبلوماسية بين البلدين في عام 1991.

## تاريخ
بدأت الحوادث في 15 مايو 1946، عندما عبرت السفينتان إتش إم إس أوريون وإتش إم إس سوبيرب من البحرية الملكية البريطانية قناة كورفو بعد إجراء تفتيش للمضيق وتأمين مسبق، وأثناء عبورهم تعرضوا لإطلاق نار من التحصينات الموجودة على الساحل الألباني.
رغم أن هذه السفن لم تتعرض لأي أضرار مادية ولم تكن هناك أي خسائر بشرية، أصدرت بريطانيا طلبًا رسميًا بتقديم «اعتذار فوري وعلني من الحكومة الألبانية»، لكن هذا الاعتذار لم يحدث، وادعت الحكومة الألبانية أن السفن البريطانية قد تعدت على المياه الإقليمية الألبانية.
كان الحادث الثاني أكثر خطورة، ففي 22 أوكتوبر 1946 أُمر أسطول صغير من البحرية الملكية مكون من طرادات إتش إم إس موريتيوس وإتش إم إس ليندر والمدمرات إتش إم إس سوماريز وإتش إم إس فولاج بالاتجاه شمالًا عن طريق قناة كورفو مع أوامر صريحة لاختبار رد فعل الألبان على حقهم في المرور، وصدرت تعليمات للطواقم بالرد في حال تعرضوا للهجوم.
مر الأسطول قرب من الساحل الألباني في ما اعتبروه منطقةً خاليةً من الألغام البحرية بقيادة السفينة موريتيوس وتتبعها مباشرةً سفينة سوماريز. كانت ليندر على بعد نحو ثلث ميل بحري إلى ثلثين (أو ثلاثة كيلومترات) بصحبة السفينة فولاج. ارتطمت المدمرة سوماريز بلغم بحري وأصيبت بأضرار بالغة بالقرب من خليج سارنادا قبيل الساعة الثالثة مساءً، وأُمرت المدمرة فولاج بسحبها إلى ميناء كورفو.
نحو الساعة 16:4 مساءً، وأثناء عملية السحب، ارتطمت المدمرة فولاج أيضًا بلغم آخر، ولحقت بها أضرار جسيمة. تفجرت أقواس السفينتين بالكامل، وجعلت الظروف الجوية السيئة في المضيق عملية السحب صعبةً للغاية حيث أبحرت كلا السفينتين بشكل معكوس. ولكن بعد اثنتي عشر ساعة من المكافحة تمكنت كلا السفينتين من الوصول إلى ميناء كورفو. توفي أربعة وأربعون رجلًا وأصيب اثنان وأربعون في الحادث.
تشير التقديرات إلى أن اثنين وثلاثين إلى ثلاثة وأربعون من القتلى كانوا من طاقم المدمرة سوماريز. تضررت سوماريز بشكل لا يمكن إصلاحه، بينما كان الضرر الذي لحق بفولاج قابلًا للإصلاح.
لم تطلق المدفعيات الساحلية الألبانية النار في هذه الحادثة، واقتربت سفينة تابعة للقوى البحرية الألبانية من مكان الحادث وهي ترفع العلم الألباني وراية بيضاء.
ونظرًا لأن ألبانيا لم يكن لديها سفن مناسبة في ذلك الوقت، فُيحتمل أن الألغام البحرية وُضعت من قِبل سفينتي زرع الألغام اليوغسلافيتين ملجت وملجن بناءً على طلب ألباني بتاريخ 20 أوكتوبر1946  تقريبًا. منح وزير المعاشات البريطاني في وقت الحادث معاشات عسكرية كاملة للمصابين بالعجز وأرامل الموتى.
وقع الحادث الثالث والأخير في 12-13 نوفمبر 1946 عندما نفذت البحرية الملكية البريطانية عمليةً إضافيةً لتمشيط قناة كورفو من الألغام، وأطلق على هذه العملية الاسم الرمزي عملية القطع، بإشراف القائد العام للحلفاء في منطقة البحر الأبيض المتوسط، وجرت هذه العملية داخل المياه الإقليمية الألبانية، ولكن دون إذن الحكومة الألبانية، وكان لها غرض إضافي شمل استخدام الألغام البحرية كدليل على الجريمة لإثبات أن التصرف البريطاني كان دفاعًا عن النفس عن طريق محاولة إزالة المخاطر التي تواجه الملاحة.

## وصلات خارجية
- Catalogue description for document piece ADM 116/5759, Corfu Channel Incident: correspondence and papers relating to claim against Albanian government, الأرشيف الوطني
- JSTOR Legal Problems Involved in the Corfu Channel Incident. by Il Yung Chung International Affairs (Royal Institute of International Affairs 1944–), Vol. 37, No. 4 (Oct. 1961), pp. 505–506 (review consists of 2 pages) Published by: Blackwell Publishing on behalf of the Royal Institute of International Affairs
- JSTOR The Eagle Spreads His Claws: A History of the Corfu Channel Dispute and of Albania's Relations with the West, 1945–1965. by Leslie Gardiner International Affairs (Royal Institute of International Affairs 1944–), Vol. 43, No. 2 (Apr. 1967), pp. 372–373